# 李修京
李 修京（イ・スゥギョン、이 수경、YI Sookyung）は、韓国出身の歴史社会学者。東京学芸大学人文・社会科学系（アジア言語・文化研究分野）教授。サイバー大学客員教授。
立命館大学大学院社会学研究科博士後期修了。博士（社会学）。山口県立大学国際文化学部助教授歴任。東京理科大学宇部校（2002年前期にPMC・傭兵派遣を講義）出講。

## 人物
専門は歴史社会学、国際人権教育、平和学、韓国朝鮮社会・文化論、多文化共生社会論。日本社会文学会評議員。Korea研究室代表。BOA（Bridge for One Asia）,Asia Seminar House 常任理事。韓国文学会海外理事・編集委員。『季論21』編集委員。2010年にケンブリッジ大学（Cambridge University）客員研究員として招かれる。日本平和学会企画委員、山口家庭教育学会の理事、第13回韓国語弁論大会の審査委員長などを歴任。韓流文化の春川市名誉広報大使。2005年度女性文化賞を受賞。2012年度文化大賞（『Seoul Moonhwa Today』グローバル部門）受賞。
2010年、日本の「韓国併合」100年を記念し図書新聞紙上で1年間にわたる特別シリーズの企画・取材・編集を統括した。その後、宋神道ら被害者の心情を込めた加筆作業がなされ、翌年、『海を越える100年の記憶』として発刊された。2014年、4年の歳月をかけて編集・執筆した『グローバル社会と人権問題―人権保障と共生社会の構築に向けて』（明石書店）を出版。2015年、日韓条約締結・日韓国交正常化50周年を記念する国際学術大会を企画し、同年9月、BOA・韓国東北亜歴史財団・Korea研究室共催、在日本大韓民国民団・㈱マルスギ後援による「日韓関係改善のための識者の対話の場」を東京学芸大学にて開催。翌2016年、同「識者の対話の場」での研究・議論を『誠心交隣に生きる　負の歴史を超えて』として刊行。2016年11月12日に在日本大韓民国民団創立70周年記念事業の一環として在日本大韓民国学生会中央本部が東京港区の韓国中央会館で早稲田大学韓国人学生会と在日韓国留学生連合会との共催による「次世代の在日韓国人が進むべき道」という合同学習会を行った。在日学生団体3つが韓国中央会館に集まったのは初めてのことであったが、韓国籍の25人が参加した。学習会では日本大学法学部の小林聡明専任講師が「在日の歴史を学ぶ必要がある理由」を自己体験を通して熱心に語った後に、李は「韓半島に軸足を置きつつ日本の主要構成員としての自覚を持ち、世界のどこでも活躍できるグローバル人材をめざせ」と述べた。

## 著書
- 『「種蒔く人」の潮流』共著、文治堂、1999年5月
- 『クラルテ運動と「種蒔く人」』共編著、御茶の水書房、2000年4月
- 『地域から世界へ』共著、山口新聞社、2001年12月
- 『韓国の近代知識人と国際平和運動』単著、明石書店、2003年1月23日、 科学研究費で出版
- 『小林多喜二生誕100年・没後70周年記念シンポジウム記録集』分担執筆、東銀座出版社、2004年2月
- 『ハングル読本―基礎から読解まで』編著、明石書店、2004年3月
- 『変動社会における子どもの社会化に関する国際比較研究』第4章「放課後教育（私教育）と進学期待」執筆、山口県立大学国際共同学術調査研究教育班、瞬報社、2004年6月
- 『世界史の中の関東大震災』共著、日本経済評論社、2004年9月
- 『帝国の狭間に生きた日韓文学者』単著、緑陰書房、2005年2月、学術研究助成金で出版
- 『フロンティアの文学』「関東大震災直後の日韓報道状況と種蒔き社の対応」共著、論創社、2005年3月
- 『この一冊でわかると韓国文化―総合韓国文化』単著、明石書店、2005年4月
- Cram Schools (After School Schooling) and Expectations of Academic Progress (China, Japan and Korea）,Japan, Jyunpousha,2005)分担執筆、2005年4月
- 『「種蒔く人」の精神』共著、DTP出版、2005年
- 『ジェンダーの視点からみる日韓近現代史』一部コラム担当、梨の木舎、2005年9月、韓国と日本同時出版
- 『いま中国によみがえる小林多喜二文学』「若くして死したる小林多喜二と尹東柱」、東銀座出版社、2006年2月
- 『平和学を拓く』共著者に安斎育郎、ヨハン・ガルトゥングなど、かもがわ出版、2006年2月
- 『韓国と日本の交流の記憶：日韓の未来を共に築くために』編著、白帝社、2006年11月
- 『体験なき「戦争文学」と戦争の記憶』分担執筆、晧星社、2007年6月
- 朴禮粉『プルナンバダ』依頼執筆、ソウル.チョンケグリ、2008年
- 『わかりやすい韓国語』編著、白帝社、CD２枚付き、2008年4月
- 『 多言語・多文化へのまなざし―新しい共生への視点と教育―』分担執筆、白帝社、2008年4月
- 東京学芸大学　日本語・日本文学研究講座編『アジアをかける日本近代文学』分担執筆、2008年4月
- 北京師範大学日文系編『日語教育与日本学研究論叢』北京.学苑出版社、2008年9月
- 『「文芸戦線」とプロレタリア文学』「種蒔く人」「文芸戦線」を読む会編、龍書房、2008年9月
- 「Kim Dooyong & Takiji」『多喜二の視点から見た　身体　地域　教育』 国立大学法人小樽商科大学出版会、紀伊国屋書店発売、2009年
- 「楠本イネ」 『 国際社会で活躍した先駆者たち』共著、弘文堂、2009年3月
- 「歴史社会教育の再構築　近代史の側面から」『社会科教育の再構築をめざして―新しい市民教育の実践と学力―』分担執筆、東京学芸大学出版会、2009年
- 「日本における韓流事情研究」 『サブカルで読むセクシュアリティ：欲望を加速させる装置と流通』青弓社､2010年 （香港大学国際Forum Member）
- 『海を越える１００年の記憶　日韓朝の過去清算と争いのない明日のために』編著、図書新聞、2011年11月
- 『Korea、面白い韓国語』（初級）編著、朝日出版社、2011年
- 『Korea、面白い韓国語』（中級）編著、朝日出版社、2011年
- 『グローバル社会と人権問題　人権保障と共生社会の構築に向けて』編著、明石書店、2014年9月
- 『誠心交隣に生きる　負の歴史を超えて』編著、合同フォレスト・合同出版、2016年9月
- 『多文化共生社会に生きる　グローバル時代の多様性・人権・教育』編著、明石書店、2019年5月
- 『多文化共生社会のために　社会的公正に向けた人権・教育の視点から』編著、明石書店、2025年3月

## 翻訳
- ジョセフ・ロートブラット他編『核兵器のない世界へ』（英文から和文へ共訳、1995年、かもがわ出版）
- 谷内豊『消えぬ傷痕』、韓国の題名『黎明の歳月』（和文から朝鮮語へ、1999年、韓国図書出版ジョウンナル）
- 鄭晋錫教授論文『韓国最初の女性記者・李王玉璟の生涯考察』（2004年3月、「山口県立大学国際文化学部紀要」第10号）
- 朴康守教授論文『鄭芝溶の日本語詩研究』（2005年3月、「山口県立大学国際文化学部紀要」第11号）
- 安斎育郎教授『人はなぜだまされるか』（2006年1月、韓国ヨンガン社）
- 趙鎮基教授論文「主体の忘却と国策への屈従―日帝末の生産小説に現れた収奪の現場」『社会文学』第23号、日本社会文学会、2006年2月末）など、多数。
- 深山アキ『平和のための祈り』、ソウル、国学資料院、2009。（日本語から韓国語）。
- 「大和地方の百済の名残から現代の韓流文化へ」『第２回百済文化国際シンポジウム　大和・飛鳥・奈良時代から未来へ』韓国語訳、2009。
- 「武力に抵抗し、平和を希求した若き文学者たち：尹東柱、小林多喜二、鶴彬、槇村浩を中心に」韓国語訳、『東アジアにおける平和的共生の模索』国際シンポジウム論集in東京学芸大学、2009。
- 権赫律「二一世紀を迎えた中国の朝鮮族」『季論21』秋号、第6号、2009。
- 編著監訳『韓国と日本の交流の記憶』（都奇延・羅聖恩訳、日本語から韓国語。韓国学術情報社、2010）。
- 鄭晋錫 「韓国の解放後の女性記者」『東京学芸大学紀要　人文社会科学系Ⅰ』第62集、2011。

上記のほか、アジア社会と韓流文化の社会的分析、儒教とアジア文化、在韓米軍考察などの論文、多数。

## 監修
- 柳基憲『日本炭鉱都市』、李修京　監修、ライフ出版、2013年1月。 ISBN：89-953541-0-0 13360
- 柳基憲『일본 탄광 도시』、李修京　監修、라이프 출판사、2013年1月。 ISBN：978-89-953541-2-4